# Mogoșani (okręg Gorj)
Mogoșani – wieś w Rumunii, w okręgu Gorj, w gminie Scoarța. W 2011 roku liczyła 249 mieszkańców.